# Beni Haoua
Beni Haoua là một đô thị thuộc tỉnh Chlef, Algérie. Dân số thời điểm năm 2002 là 17.602 người.